# Armand Mariotte
Pour les articles homonymes, voir Mariotte.
Armand Mariotte, né le 1er mai 1856 à Augicourt (Haute-Saône) et mort le 2 septembre 1905 dans son village natal, est un journaliste français.

## Biographie

### Débuts dans le journalisme et en politique
Né à Augicourt le 1er mai 1856, Armand-Marie-Charles-Eugène Mariotte est le fils de Françoise Mariotte, née Chevret, et de Jean-Baptiste-Auguste Mariotte, propriétaires.
Au début des années 1880, Mariotte est étudiant en médecine à Paris et habite au no 30 de la rue des Carmes. Il va cependant bientôt délaisser la médecine au profit de la politique et du journalisme.
Bonapartiste, il cosigne une déclaration des comités impérialistes de l'Appel au peuple ainsi qu'un appel à voter pour Hyacinthe Liautaud, candidat bonapartiste à l'élection législative partielle provoquée par la mort de Louis Blanc. Ces deux textes sont publiés, le 21 janvier 1883, dans Le Petit Caporal, journal bonapartiste auquel Mariotte commence à collaborer fréquemment et dont il devient bientôt secrétaire de rédaction. Président du comité de l'Appel au peuple du 5e arrondissement, il est également le président d'honneur d'un mouvement de jeunesse bonapartiste, le comité de l'Aigle impériale.

### Rédacteur en chef duPilori
En avril 1886, Mariotte devient le rédacteur en chef du Pilori, « journal d'avant-garde contre la République ». Deux mois plus tard, il est appelé à comparaître devant un juge d'instruction à cause d'un article intitulé « Vive le coup d'État » et d'une chanson intitulée « À bas la République », publiés dans le Pilori du 13 juin 1886. Plusieurs textes du numéro du 20 juin suivant, dont un article et un dessin violemment antisémites, sont également visés. Inculpé d'« excitation au meurtre et au pillage » et d'« excitation à un attentat ayant pour but de changer la forme du gouvernement et d'exciter les citoyens à s'armer les uns contre les autres », Mariotte est jugé en cour d'assises le 12 août 1886. Défendu par Me Du Laurens de La Barre, il est acquitté.

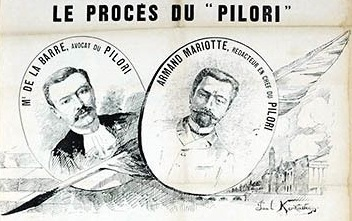
Armand Mariotte et son avocat, Me de La Barre, par Paul Kerkadec (Le Pilori, 15 août 1886).

Lors des élections municipales de 1887 à Paris, Mariotte est le candidat des « conservateurs », c'est-à-dire des monarchistes et cléricaux de toutes les mouvances dynastiques, dans le quartier de l'Hôpital-Saint-Louis. Il n'obtient que 358 voix, soit 6 % des suffrages exprimés, derrière l'opportuniste Pierre Dutheil (8 %), le radical Noël Parmentier (29 %) et le conseiller municipal sortant possibiliste Eugène Faillet, réélu dès le premier tour avec 3 236 voix (55 % des votants).

### Journaliste et élu local en Haute-Saône
En juillet 1887, Armand Mariotte succède à Pierre Noilhan en tant que rédacteur en chef du Réveil de la Haute-Saône. En septembre 1888, le Réveil relaie les propos du député Numa Gilly, qui accuse de corruption la majorité des membres de la commission du budget de la chambre basse. En tant que député de la Haute-Saône, l'ancien ministre Charles Baïhaut est particulièrement visé par la campagne du Réveil. Prévenu de diffamation envers un fonctionnaire public, Mariotte est condamné le 15 février 1889 à 1 000 francs d'amende et 20 jours de prison. Solidairement avec son gérant, il doit également verser 10 000 francs de dommages-intérêts au député. Il s'avérera plus tard que Mariotte avait raison, car Baïhaut sera condamné en 1893 pour avoir trempé dans le scandale de Panama.
La société anonyme qui exploitait le Réveil s'étant dissoute le 10 octobre 1889, Mariotte devient propriétaire du journal, à titre provisoire, jusqu'à la fin de l'année. Cependant, il entre bientôt en conflit avec le comité conservateur de Vesoul, ce qui explique la publication de deux éditions concurrentes du Réveil à partir du 1er janvier 1890. Le 14 mai, la justice tranche finalement en défaveur de Mariotte, qui doit par conséquent fonder un nouveau journal, Le Nouvelliste de la Haute-Saône, le 17 mai suivant. À la tête de ce journal très lu, il évolue vers le Ralliement.
Lors des élections municipales de 1892 à Vesoul, Mariotte figure sur la liste « libérale et indépendante » menée par les conseillers sortants Jourdan et Soubercaze. Il obtient 703 voix, soit 43 % des votants, au premier tour, avant d'être élu au second tour, avec 726 voix, soit 46 % des suffrages exprimés. Finalement, Mariotte et ses colistiers ont remporté 11 des 23 mandats municipaux et siègent dans l'opposition au nouveau maire, Dépierres. Quelques mois plus tard, Mariotte accepte de se porter candidat à la succession du général de Bauffremont, conseiller général du Canton de Scey-sur-Saône. Malgré le soutien du sortant, Mariotte est battu par le docteur Joseph Guilleminot, maire de Scey-sur-Saône, qui a remporté 1447 voix (63 % des votants), tandis que Mariotte n'en a obtenu que 757 (33 % des votants).
Les élections municipales de 1896 sont un échec pour la droite vésulienne, qui ne conserve qu'un seul siège, celui d'Harold Fachard. Mariotte retente sa chance l'année suivante, à l'occasion d'une élection complémentaire, mais il est battu de justesse au second tour, le 17 janvier 1897. « Absorbé par d'autres soucis, il n'avait pu s'occuper de l'élection ». En effet, la veille du second tour, Armand Mariotte s'est marié, à Besançon, avec Marie Chauvelot, qui lui donnera deux filles.
Le 22 octobre 1899, à l'occasion d'élections municipales partielles provoquées par la démission de Placide Raison, maire d'Augicourt, Mariotte est élu conseiller municipal de sa commune natale. Ses colistiers l'élisent maire le 5 novembre suivant. Il est réélu en mai 1900 et mai 1904.
Souffrant depuis plusieurs années d'une maladie cardiaque, Armand Mariotte meurt à Augicourt le 2 septembre 1905. Ses obsèques ont lieu le 4 septembre, en présence de personnalités telles que les sénateurs Gaston Outhenin-Chalandre et Gustave Gauthier et les anciens députés Alfred Colle et Harold Fachard.